# Berga, Högsby kommun
Berga är en tätort i Högsby socken i Högsby kommun i Kalmar län.

## Historia
Berga uppstod under det sena 1800-talet som en järnvägsknutpunkt för den då smalspåriga banan Kalmar - Berga järnväg, och den normalspåriga banan Nässjö-Oskarshamn.

### Befolkningsutveckling
| Befolkningsutvecklingen i Berga 1960–2020 | Befolkningsutvecklingen i Berga 1960–2020 | Befolkningsutvecklingen i Berga 1960–2020 | Befolkningsutvecklingen i Berga 1960–2020 | Befolkningsutvecklingen i Berga 1960–2020 |
| ----------------------------------------- | ----------------------------------------- | ----------------------------------------- | ----------------------------------------- | ----------------------------------------- |
|                                           |                                           |                                           |                                           |                                           |
| År                                        |                                           |                                           | Folkmängd                                 | Areal (ha)                                |
| 1960                                      | 1960                                      |                                           | 921                                       |                                           |
| 1965                                      | 1965                                      |                                           | 896                                       |                                           |
| 1970                                      | 1970                                      |                                           | 915                                       |                                           |
| 1975                                      | 1975                                      |                                           | 816                                       |                                           |
| 1980                                      | 1980                                      |                                           | 913                                       |                                           |
| 1990                                      | 1990                                      |                                           | 888                                       | 157                                       |
| 1995                                      | 1995                                      |                                           | 877                                       | 158                                       |
| 2000                                      | 2000                                      |                                           | 789                                       | 155                                       |
| 2005                                      | 2005                                      |                                           | 785                                       | 155                                       |
| 2010                                      | 2010                                      |                                           | 724                                       | 154                                       |
| 2015                                      | 2015                                      |                                           | 713                                       | 260                                       |
| 2020                                      | 2020                                      |                                           | 732                                       | 144                                       |
|                                           |                                           |                                           |                                           |                                           |

## Kommunikationer
Berga trafikeras av Kalmar Länstrafiks Kustpilen till Kalmar, Linköping och Oskarshamn.

## Personer från orten
En känd Bergabo är pingstpastorn Åke Green.